# Првенство Јужне Америке у фудбалу 1929.
Првенство Јужне Америке 1929.  је било дванаесто издање овог такмичења, сада познатог по имену Копа Америка. Турнир је одржан у Буенос Ајресу, Аргентина од 1. новембар до 17. новембра 1929. године. Домаћин, репрезентација Аргентине, је освојила по четврти пут шампионски титулу. Титулу најбољег стрелца првенства је освојио парагвајски репрезентативац (Аурелио Гонзалез) са пет постигнута голова.
Планирани шампионат Копе Америка за 1928. годину је био одложен због учествовања репрезентација Чилеа, Уругваја и Аргентине на Летњим олимпијским играма 1928. одржаним у Амстердаму, Холандија. На овим играма Уругвај је освојио златну а Аргентина сребрну медаљу.
Земље учеснице првенства су биле Фудбалска репрезентација Аргентине, Фудбалска репрезентација Парагваја, Фудбалска репрезентација Перуа и Фудбалска репрезентација Уругваја док су Фудбалска репрезентација Бразила, Фудбалска репрезентација Боливије и Фудбалска репрезентација Чилеа одустале од такмичења.
Фудбалска репрезентација Аргентине је освојила титулу шампиона и своју четврту титулу.

## Учесници
1.  Аргентина

2.  Парагвај

3.  Перу
 
4.  Уругвај

## Градови домаћини
| Буенос Ајрес      | Буенос Ајрес           | Авељанеда               |
| ----------------- | ---------------------- | ----------------------- |
| Стадион Гасометро | Стадион Алвеар и Тагле | Стадион Инденпендијенте |
| Капацитет: 75.000 | Капацитет: 40.000      | Капацитет: 57.858       |
|                   |                        |                         |

## Табела
| Репрезентација | И | Д | Н | И | ДГ | ПГ | ГР  | Бод. |
| -------------- | - | - | - | - | -- | -- | --- | ---- |
| Аргентина      | 3 | 3 | 0 | 0 | 9  | 1  | +8  | 6    |
| Парагвај       | 3 | 2 | 0 | 1 | 9  | 4  | +5  | 4    |
| Уругвај        | 3 | 1 | 0 | 2 | 4  | 6  | −2  | 2    |
| Перу           | 3 | 0 | 0 | 3 | 1  | 12 | −11 | 0    |

## Утакмице
| Уругвај | 0–3 | Парагвај                         |
| ------- | --- | -------------------------------- |
|         |     | Гонзалез 16’, 86’ · Домингес 55’ |

| Аргентина                     | 3–0 | Перу |
| ----------------------------- | --- | ---- |
| Пеусеље 6’ · Сумелсу 38’, 58’ |     |      |

| Аргентина                                       | 4–1 | Парагвај     |
| ----------------------------------------------- | --- | ------------ |
| М. Еваристо 7’ · М. Фереира 24’, 48’ · Черо 50’ |     | Домингес 56’ |

| Перу        | 1–4 | Уругвај                               |
| ----------- | --- | ------------------------------------- |
| Лизарбе 81’ |     | Фернандез 21’, 29’, 43’ · Андраде 69’ |

| Парагвај                                         | 5–0 | Перу |
| ------------------------------------------------ | --- | ---- |
| Неси 10’ · Гонзалез 55’, 63’, 69’ · Домингес 82’ |     |      |

| Аргентина                        | 2–0    | Уругвај |
| -------------------------------- | ------ | ------- |
| М. Фереира 14’ · М. Еваристо 77’ | Report |         |

## Листа стрелаца
5 голова
- Гонзалез

3 гола
| - М. Фереира | - Домингес | - Фернандез |

2 гола
| - М. Еваристо | - Сумелсу |  |

1 гол
| - Черо - Пеусеље | - Неси - Лизарбе | - Андраде |